# Махима Маквана
Махима Маквана (род. 5 августа 1999 года) — индийская актриса телевидения, фильмов Болливуда и Толливуда. Первую популярность получила будучи ребёнком, после появления на телевидении в сериалах «Когда мы встретились» и «Невестка». Стала широко известной благодаря роли «Рахне» в популярной мыльной опере «Юные чудесные годы» от Zee TV, после которой не раз показывала себя как многообещающую актрису телевидения с ведущими ролями в различных телешоу.
В 2021 году Маквана дебютировала в Болливуде с боевиком «Антим: Окончательная правда», с Салманом Ханом и Аюшем Шарма в главных ролях.

## Биография
Маквана родилась и выросла в Мумбаи. Её отец был строителем и погиб, когда Махиме было пять месяцев. Она и её старший брат воспитывались матерью — бывшей социальной работницей. Маквана получила начальное образование в женской средней школе Марии Непорочной.
Актриса обладает степенью бакалавра в области СМИ.

## Карьера

### Телевидение
Маквана начала свою карьеру в возрасте 10 лет, снявшись в нескольких рекламных роликах. Её телевизионным дебютом стало шоу Mohe Rang De на Colors TV. Она также снималась в сериалах «Инспектор розыска», Aahat, «Когда мы встретились» и «Королева Джханси». В 2009 году Маквана сыграла детскую версию персонажа Гаури в телешоу «Невестка» от Colors TV.
В 2011 году она была утверждена на главную роль в сериале Sawaare Sabke Sapne… Preeto от Imagine TV. Её первая значительная роль была в мыльной опере-блокбастере «Юные чудесные годы» от Zee TV. В одном из интервью Махима сказала, что достичь этого этапа в карьере было нелегко, и что она прошла через более чем 500 прослушиваний прежде чем получить роль в «Юные чудесные годы».
В марте 2015 года, вслед за ролью в «Юные чудесные годы», Маквана сыграла роль дочери Рама Капура и Гурдип Кохли в сериале «Слова сердца лишь ему известны». В ноябре 2015 года, после окончания съемок «Слова сердца лишь ему известны» в августе, актриса подписала контракт об участии в сериале «Наша неполная история», где она сыграла главную роль.
В 2015 году Маквана появилась на молодёжном шоу «Любовь всему причиной» от Zee TV с эпизодической ролью Мандиры вместе с Никхилом Чадха.
В августе 2017 и октябре 2018 года Маквана сыграла главную женскую роль в двух шоу от tar Plus: Анами Балдев Сингх в «Запутанные отношения» и Марьям в «Марьям Хан», заменив в последнем Дешну Дугад. С декабря 2019 по ноябрь 2020 актриса исполняла роль Рани Дэйв Решмая в «Счастливое начало» от Colors TV.

### Фильмы
В 2017 году Махима дебютировала в кино с фильмом на языке телугу — Venkatapuram .
В сентябре 2019 года Маквана сыграла Наташу в короткометражном фильме «Дубль 2», который в 2019 году был официально выбран для премьеры на 10-м кинофестивале Jagran, 10-м кинофестивале Zumba и Азиатском кинофестивале в Лос-Анджелесе и Голливуде. «Дубль 2» получил награды «Лучший иностранный фильм» на кинофестивале Real-time в Нигерии в 2020 и «Лучший фильм фестивального мотива».
В 2019 году Маквана дебютировала в веб-формате с ролью Чику во 2 сезоне сериала «Тройной Удар». В 2020 году она появилась в веб-шоу «Плоть» в роли Зои.
В декабре 2020 года сыграла главную женскую роль в фильме «Антим: Окончательная правда» с Аюшем Шарма в главной мужской роли.

## Фильмография

### Телевидение
| Год       | Заголовок                      | Роль                              | Примечания                                    |
| --------- | ------------------------------ | --------------------------------- | --------------------------------------------- |
| 2008-2009 | Mohe Rang De                   | Неизвестна                        | Ребёнок-актер                                 |
| 2009      | Невестка                       | Молодая Гаури Сингх               | Ребёнок-актер                                 |
| 2009      | Когда мы встретились           | Молодой Нупур Бхушан              | Ребёнок-актер                                 |
| 2011-12   | Sawaare Sabke Sapne… Preeto    | Сонам «Сону» Диллон               | Повторяющаяся роль                            |
| 2012      | Aahat                          | Призрак Джухи Мехра               | Эпизодическая роль                            |
| 2012      | Инспектор розыска              | Гопи Дхурванши                    | Эпизодическая роль                            |
| 2012-15   | Юные годы чудесные             | Рахна Трипати / Дивья Лутра       | Главная роль                                  |
| 2014      | Танцуй, Индия, танцуй: 4 сезон | Махима Маквана                    | Гость знаменитость                            |
| 2015      | Слова сердца лишь ему известны | Диша Ахуджа                       | [ 10 ]                                        |
| 2015      | Код красный                    | Риа                               | Эпизодическая роль                            |
| 2015      | Любовь всему причиной          | Мандира                           | Эпизодическая роль                            |
| 2015-16   | Наша неполная история          | Манасвини Чоудри / Радхика Кхосла | Главная роль                                  |
| 2017-18   | Запутанные отношения           | Анами Сингх                       | Главная роль                                  |
| 2018      | Женская доля                   | Махима Маквана                    | Танцевальное представление в Сааване Махотсав |
| 2018-19   | Марьям Кхан                    | Марьям Кхан (Манджит Каур)        | Главная роль                                  |
| 2019-20   | Счастливое начало              | Рани Решаммия                     | Главная роль                                  |
| 2019      | Bigg Boss 13                   | Рани                              | В качестве гостя                              |
| 2020      | Bigg Boss 14                   | Рани                              | В качестве гостя                              |

### Фильмы
| Год  | Заголовок                   | Роль   | Язык   | Ссылки        |
| ---- | --------------------------- | ------ | ------ | ------------- |
| 2017 | Венкатапурам                | Чайтра | телугу | [ 16 ] [ 17 ] |
| 2021 | Мошенники                   | Соха   | телугу | [ 18 ]        |
| 2021 | Антим: Окончательная правда | Манда  | хинди  | [ 19 ]        |

### Веб-сериалы
| Год  | Заголовок            | Роль                 | Примечания | Ссылки        |
| ---- | -------------------- | -------------------- | ---------- | ------------- |
| 2019 | Тройной удар 2 сезон | Вайшали «Чику» Сингх | Веб-дебют  | [ 20 ]        |
| 2020 | Плоть                | Зоя Гупта            |            | [ 21 ] [ 22 ] |

### Короткометражные фильмы
| Год  | Заголовок | Роль   | Ссылки        |
| ---- | --------- | ------ | ------------- |
| 2019 | Дубль 2   | Наташа | [ 23 ] [ 24 ] |

### Видеоклипы
| Год  | Заголовок             | Певец (ица)          | Лейбл             | Ссылки |
| ---- | --------------------- | -------------------- | ----------------- | ------ |
| 2019 | Dhadkanein Meri       | Аси Каур, Ясир Десаи | Zee Music Company | [ 25 ] |
| 2019 | Darwaze Band          | Гарри, Энби          | Zee Music Company | [ 26 ] |
| 2020 | Oh Jaaniye            | Варун Дхоне          | Варун Дхоне       |        |
| 2020 | Teri Baat Aur Hai     | Стебин Бен           | Zee Music Company | [ 27 ] |
| 2020 | Main Hoon Tera        | Пиюш Шанкар          | Zee Music Company | [ 28 ] |
| 2021 | Тоота Таара           | Стебин Бен           | Zee Music Company | [ 29 ] |
| 2021 | Bas Ek Tera Main Hoke | Стебин Бен           | Zee Music Company | [ 30 ] |